# Alloxylon flammeum
Alloxylon flammeum é uma espécie de árvore de médio porte da família Proteaceae endêmica do nordeste da Austrália. Foi descrita cientificamente pelos botânicos Peter Weston e Mike Crisp em 1991.